# William Wilberforce Bird
William Wilberforce Bird (1784–1857) est un administrateur colonial britannique qui est vice-gouverneur de la présidence du Bengale et, en 1844, gouverneur général par intérim de l'Inde.

## Biographie
William Wilberforce Bird porte le même nom que son père, qui est député de Coventry. Il est né en 1784 et fait ses études à Warwick et à Genève avant d'être nommé pour rejoindre la Compagnie britannique des Indes orientales en 1802. Après une formation, il arrive à Calcutta en 1803, où il entreprend une formation complémentaire au Fort William College puis est affecté à Bénarès.
Bird se comporte bien à Bénarès, notamment à des occasions où il doit faire face à des troubles civils impliquant des populations locales. Il est impliqué à la fois dans le travail financier et judiciaire avant d'être nommé au Conseil suprême de l'Inde, dont il devient finalement président lorsque le gouverneur général de l'Inde de l'époque est absent. Il est vice-gouverneur de la présidence du Bengale tout au long de la période où Lord Ellenborough est gouverneur, le remplaçant pendant qu'Ellenborough est dans les provinces du Nord-Ouest. Bird remplace ensuite Ellenborough en tant que gouverneur général de l'Inde, jusqu'à l'arrivée d'Henry Hardinge d'Angleterre en 1844. Hardinge renomme Bird au poste de vice-gouverneur de la présidence du Bengale, mais Bird prend sa retraite et retourne en Angleterre à la fin de cette année. La même année, jusqu'en octobre, il est président de la Société asiatique de Calcutta.
Bird épouse Hannah Elizabeth Brown, deuxième fille de David Brown, à Bénarès le 11 août 1818,. Il meurt chez lui le 1er juin 1857.
Dans le débat de longue date concernant l'éducation en Inde, Bird favorise la cause laïque, aux côtés de personnes telles que Thomas Macaulay, par opposition à celles qui souhaitent promouvoir davantage une base chrétienne pour la scolarisation. Il déclare en 1835 que l'éducation laïque a de bons résultats en Inde et fait part de ses inquiétudes quant au fait qu'une approche chrétienne pourrait bouleverser les autochtones, conduisant potentiellement à ce qu'il décrit comme « des catastrophes d'une description très grave. »